# Anthology (album Saxon)
Anthology – trzeci album kompilacyjny heavymetalowego zespołu Saxon wydany w 1988 roku przez wytwórnię Castle Communications.

## Lista utworów

### CD 1
1. „Rocking Again”
2. „Rock and Roll Gypsy”
3. „Stallions of the Highway”
4. „Battle Cry”
5. „Party Til You Puke”
6. „Backs to the Wall”
7. „Sixth Form Girls”
8. „Heavy Metal Thunder”
9. „Midnight Rider”
10. „Out of Control”

### CD 2
1. „Power and the Glory”
2. „Warrior”
3. „Just Let Me Rock”
4. „Rock City”
5. „Machine Gun”
6. „Freeway Mad”
7. „Wheels of Steel”
8. „Midas Touch”
9. „Suzie Hold On”
10. „Still Fit to Boogie”